# Мёртвая метафора
Мёртвая метафора (лексическая, «метафора-название», языковая метафора (узуальная, конвенциональная), метафора лексикализованная, метафора окаменевшая и др.) — метафора, внутренняя форма и семантическая двуплановость которой уже не ощущается носителями языка: ушная раковина (ср. морская раковина), электрический ток (ср. поток воды), электромагнитная волна (ср. морская волна). Мёртвая метафора, как правило, является результатом семантического сдвига, процесса, называемого буквализацией метафоры. Мёртвая метафора «утратила всякую связь с первоначальным образом» и потому «уже не обнаруживает никакой стилистической выразительности».
О. М. Лосева отмечает: «Считается, что в любом тексте находится огромное число мёртвых или лексикализованных метафор, которые способны воздействовать на читателя всеми аспектами своей семантики. Мёртвая метафора фокусируется на проблеме соотношения и различия между буквальным и передаваемым значениями, являясь не менее важной, чем живая метафора, по отношению к концептуальным процессам, которые позволяют нам развивать умственные представления в большом диапазоне семантических полей, соотнося их с временем, речью, эмоциями. Действия мёртвых метафор лежат в закреплении установленных систем значений и классификаций».
Дж. Лакофф в монографии «Метафоры, которыми мы живём» ставит под вопрос деление метафор на живые и мёртвые. По его мнению, множество метафорических выражений из числа конвенциональных, которые причислены к мёртвым, на самом деле — живые.
Мёртвая метафора может быть обновлена, то есть превращена в образную метафору посредством развёртывания, ср.: тяжкие воспоминания → тяжкий крест воспоминаний; аналогично: шить дело → Пускай в уголовном розыске // бисером шьют мне дело (В. Павлова); глазунья → Сегодня полнолунье, // я вспоминаю — как гляжу в окно: // воспетая поэтами глазунья // подмигивает мне (М. Воловик); анютины глазки → анютины глаза глядят на пруд… (В. Казакевич). Данный приём называют обновлением метафоры.